# Duck Williams
Donald Edgar Williams, detto Duck (Demopolis, 2 agosto 1956), è un ex cestista statunitense, professionista nella NBA.

## Carriera
Venne selezionato dai New Orleans Jazz al quinto giro del Draft NBA 1978 (96ª scelta assoluta).